# Rhododendron sinogrande
Rhododendron sinogrande er en busk med lyse blomster og store  blade. Det er en art af rododendron, der tilhører underslægten Park-Rododendron. 

## Beskrivelse
Planten har enorme blade på helt op til 70 cm længde belagt med gråligt indument. Blomsterne er cremehvide til lys gul med rød ganeplet i ca. april-maj.

## Hjemsted
Sinogranden er udbredt i det nordlige og vestlige Yunnan, i Burma og det sydlige og østlige Tibet. Mest i 2100-3400 meters højde.

## Anvendelse
Denne plante er ikke egnet til dyrkning i haver uden særlige beskyttelseforanstaltninger. Men den er en perle for samlere.